# Wolfgang Braun (Handballspieler)
Wolfgang „Brauni“ Braun (* 26. Februar 1944 in Schwerin) ist ein ehemaliger deutscher Handballspieler.
Der Berliner (ehemals West-Berlin) ist einer der erfolgreichsten deutschen Hallenhandballnationalspieler der 1960er und 1970er Jahre. Er bestritt insgesamt 59 Länderspiele (plus 1, nachträglich als „nichtoffiziell“ deklariertes Länderspiel gegen Jugoslawien (16:16)), in denen er 76 Tore warf. (tatsächlich aber 84 ...).
Als Bundesligaspieler (Feld und Halle) spielte er in den Jahren 1966 bis 1981 für den Berliner SV 92, die Füchse Berlin, den Hamburger SV, den VfL Bad Schwartau, sowie SV Grunewald Berlin. Seine bevorzugten Spielerpositionen waren Linksaußen, halblinker und mittlerer Rückraum. Er ist der 20. Nationalspieler der Handballnationalmannschaft der Bundesrepublik der mehr als 50 Länderspiele spielte. Er wurde mit dem BSV 1964  Deutscher Hallenhandballmeister, 1965 in Madrid Studentenweltmeister (BRD). Er spielte bei den Studentenweltmeisterschaften 1968 in der Bundesrepublik und 1971 in der Tschechoslowakei. Von 1969 bis 1971 war er Kapitän dieser Mannschaft. Mit der Nationalmannschaft wurde er bei den XX. Olympischen Spielen in München 1972 Sechster. Beim Vier-Länderturnier 1973 in Laibach wurde Braun von der Jury als wertvollster Spieler der deutschen Mannschaft mit einem Ehrenpreis ausgezeichnet. An der Weltmeisterschaft 1974 (9. Platz) in der DDR nahm er ebenfalls teil. Bekannt war er wegen seiner unnachahmlichen – von ihm entwickelten – doppelten Körpertäuschung („Wackler“), die es seinen Gegenspielern meistens äußerst schwer machte, ihn auszurechnen.
Weitere sportliche Erfolge erzielte er in der Leichtathletik. Braun wurde Deutscher Vizemeister im Internationalen Fünfkampf mit dem OSC Berlin (u. a. Bestleistungen: 100 m: 11,2s, Weitsprung: 6,71 m, 1000 m: 2:31,4 min.). Als Tennisspieler spielte er mehrere Jahre in der Regionalliga des TVBB (Senioren). Braun ist beruflich u. a. als Dipl.-Ingenieur (TU) Energietechnik, Wirtschaftsberater/techn. Betriebswirt, European Energymanager, Dipl.-Immobilienwirt (EIA) qualifiziert und selbständig tätig seit 1982 in Berlin, Hamburg und Schleswig-Holstein. Zudem ist er Inhaber einer (aktuell 2020 verlängerte) B-Trainerlizenz für Handball.